# Алдам-Гезі
Алдам-Гезі (чеч. Алдаман ГӀеза) — чеченський народний герой. У південно-східній Чечні в Чебарлі зберігся замок Алдам-Гезі (замок).

## Біографія
За свідинами чеченського історика Зелімхана Тесаєва в чеченських героїчних піснях оспівується особистість Алдам-Гезі, який продемонстрував приклад мужності, шляхетності та честі ще в юні роки. Згідно з змістом цих пісень-іллі, Алдам, батько Газі, був зрадницьки вбитий, коли Газі було лише десять років. Хлопчика, який, очевидно, був старшим у сім'ї, виховувала самотня мати, яка виховувала в ньому всі доблесні якості, властиві лицарському етикету К'онахалла.
Зростаюча популярність і визнання Газі зробили його членом чеченських Народних Зборів як один із представників Чеберлоя. За відомостями нашхоєвського старійшини С. Гаєва, Алдам-Гезі, запросили до Моцарої і він був призначений главою Чеберлоя, отримав посвідчу грамоту з печаткою «Кьоман мухӀар» (на підтвердження наділених повноважень) на горі Ерда-Корт, а також був проінструктований відносно заходів, які необхідно було виконати Газі. З цього моменту розпочалася його активна політична та адміністративна діяльність. Насамперед, як зазначав чеченський етнограф, кандидат історичних наук І. Саїдов, ним були організовані заходи щодо зміцнення чеченських кордонів.
У Чеберлі під керівництвом Алдам-Гезі почали організовувати «військові поселення нашхойців та ічкеринців біля Макажоя…», а також в інших місцях. Більше того, через Макажойську улоговину (по руслу річки Ахкети) пролягала одна з ділянок стратегічного торговельного маршруту, що вважається древнім відрогом "Шовкового шляху ", Східне крило маршруту згортало на Харачой, а західне на Шатой. Зведення зміцнювальних споруд у цьому районі, а також посилення фортеці-міста Хо дозволяло Газі сконцентрувати у руках економічний і політичний інструмент впливу.

### Дурач і напад розбійників
Газі мав кілька братів, двоюрідних братів. Серед друзів Газі особливе місце (якщо не перше) займав Дур (Дурач) — виходець з Джайа (Хунзах). Дружба Дура та Газі має свою передісторію. Дурач через кровну помсту покинув Хунзахське плато і з'явився до Алдам-Гезі, що надав йому заступництво. Звичай кровомщення мав на увазі ймовірність непередбачених і небезпечних ситуацій для сторони, що приймає, але закон гостинності, як ми вже з'ясували раніше, свято дотримувався главою Чеберлоя. Деякі особи з оточення Газі, однак, виражали обурення з цього приводу.
Як повідомляє сімейне переказ, Алдам-Гезі запросили на свято сусідні феодали. Коли ж Газі вже опинився за межами Чеберлоя, озброєний загін розбійників, скориставшись відсутністю Алдам-Гезі та його дружини, прибув до чеберлоївських пасовищ, щоб викрасти худобу Газі. Місцеві негайно з'явилися до будинку Газі і, знайшовши там Дурача, повідомили йому про те, що відбувається. Дурач, озброївшись і спішно осідлавши коня, негайно вирушив у погоню за розбійниками, здобич яких, зрозуміло, значно сповільнила їхню швидкість руху.
Наздогнавши кривдників біля гори під назвою Цан на повороті в селище Ригаха, Дурач вступив з ними в перестрілку. Противнику належала чисельна перевага, але Дурач, очевидно, був чудовим стрільцем. Вбивши двох розбійників, а також завдавши поранення деяким іншим, він звернув у втечу нападників, які кинули худобу і помчали геть із Чеберлоя. Таким чином, Дурач, який врятував майно Газі від розбійників і вигнавши порушників порядку, повернувся назад до Макажа.
Алдам-Гезі, який повернувся з поїздки, відразу ж був поінформований про напад, а також вислухав розповідь про доблесний вчинок свого гостя зі слів свідків того, що сталося. З цього моменту Дурач зі статусу гостя перетворився на друга Алдам-Гезі та його сподвижника. Газі збудував вежу Дурачу, який відтепер став членом макажойської громади. Обидві вежі — Алдаман ГӀезан Ков і Дурі-ГӀала — височіли на схилі ущелини річки Ахкети, що випливає з гори Каухи, на краю села.
У цей час біля Чеберлоя ще залишалися чеченські феодальні володарі, однією з був кезенойський князь. Останній влаштував велике свято та оголосив конкурс зі стрибків, а нагородою переможцю було визначено дочку князя — князівну Полу. Дурач, почувши про заходи, що намітилися, вирішив взяти участь у конкурсі.
Газі, Дурач та інші гості та сміливці прибули до Кесени. Дурач, який мав універсальні таланти, частково проявляв їх в раніше згаданому інциденті, наздогнав своїх суперників, першим з'явився на фініші, вигравши змагання. Як приз сміливцю мала відійти донька в дружини донька князя Кезена. Однак недоброзичливці, які нашіптали князю про прибуття Дурача з Джайа (Хунзах), змусили феодала відійти від взятих на себе конкурсних зобов'язань перед переможцем. Але Дурач і тут виявив свою шляхетність, сказавши кезенойському власнику, що не залишиться без супутниці в цьому житті, не одружившись з князівнею. «В умовах конкурсу не було обумовлено місце результату конкурсанта,— додав Дурач,— а отже, ти порушив своє слово. Якщо ж ти сумніваєшся у моїй перемозі, то визнач мені інше випробування». На це, повідомляють очевидці, князь відповів:
«Якщо ти переміг, забери її, піднявшись верхи на коні. Вона в себе — у вежі».